# دولت موقت بنگلادش (۲۰۲۴)
دولت موقت بنگلادش در ۸ اوت ۲۰۲۴ پس از استعفای نخست‌وزیر شیخ حسینه در ۵ اوت ۲۰۲۴ به دلیل اعتراضات دانشجویان علیه دولت تشکیل شد. پس از انحلال پارلمان در ۶ اوت ۲۰۲۴، یک دولت موقت تا برگزاری انتخابات زودهنگام پارلمانی بر سر کار خواهد ماند. این دولت موقت یک ارگان خارج از قانون اساسی است.